# (26933) 1997 EP3
1997 إي بي 3 (ويعرف أيضًا باسم (26933) 1997 إي بي 3 وفق تسمية الكوكب الصغير) (بالإنجليزية: 1997 EP3)‏؛ هو كويكب ضمن حزام الكويكبات.
اكتُشف هذا الجُرم الفلكي بواسطة سبيس واتش في 2 مارس 1997، وترتيبه 26933 من حيث الاكتشاف.

## الوصف
اكتُشف 269331997EP في 2 مارس 1997 في مرصد قمة كت الوطني، الواقع في صحراء سونورا، أريزونا في الولايات المتحدة، بواسطة مشروع سبايس واتش (مشاهد السماء) التابع لجامعة أريزونا. وقد رصد المشروع 913 مشاهدة للكويكب إلى غاية 25 أغسطس 2021 بتوقيت منطقة المحيط الهادئ، أي في مدة قدرها 9,360 يومًا (25.6 عام). تستغرق الفترة المدارية للكويكب 1,240 يومًا (3.4 عام).

## الخصائص المدارية
يتميز مدار هذا الكويكب بنصف محور رئيسي يبلغ 2.25 وحدة فلكية، وحضيض قدره 2.02 وحدة فلكية، وانحراف قدره 0.103 وزاوية ميلان 3.89 درجة بالنسبة لمسار الشمس. بسبب هذه الخصائص، أي نصف المحور الرئيسي بين 2 و3.2 وحدة فلكية وحضيض أكبر من 1,666 وحدة فلكية، يُصنف هذا الجُرم الفلكي وفقًا لقاعدة بيانات مختبر الدفع النفاث لأجرام النظام الشمسي الصغيرة كائنًا من حزام الكويكبات الرئيسي.

## وصلات خارجية
- (26933) 1997 EP3 في قاعدة بيانات مختبر الدفع النفاث لأجرام النظام الشمسي الصغيرة

- الاكتشاف · مخطط المدار ·  العناصر المدارية · المعلمات المادية

- (26933) 1997 EP3 على موقع ويكي سكاي: DSS2, SDSS, GALEX, IRAS, Hydrogen α, X-Ray, Astrophoto, Sky Map, Articles and images